# Lars Lindman
Lars Daniel Lindman, född 8 oktober 1910 i Solberga församling, Bohuslän, död 1 juli 1983 i Magård, Okome församling, Halland, var en svensk präst.
Lindman blev kyrkoherde i Kalv i Västergötland 1956 och kontraktsprost i Kinds kontrakt, Göteborgs stift följande år. Han var ledamot av Nordstjärneorden.
Han finns representerad i Den svenska psalmboken 1986 med bearbetningar av sju verk (nr 336, 405, 414, 449, 519, 526 och 603).
Han var dotterson till prästen och psalmförfattaren Lars Johan Nyblom.

## Psalmer
- Att be till Gud han själv oss lär (1986 nr 526) bearbetad 1981
- Du, Herre, i din hägnad tar (1986 nr 603) bearbetad 1981
- Gud trefaldig, stå oss bi (1986 nr 336) bearbetad 1980
- Hur fröjdar sig i templets famn (1986 nr 405) bearbetad 1980
- Jesus, dig i djupa nöden (1986 nr 449) bearbetad 1980
- Stilla jag min blick vill fästa (1986 nr 519) bearbetad 1981
- Så långt som havets bölja går (1986 nr 414) bearbetad 1980